# Centro-Norte Baiano
Centro-Norte Baiano is een van de zeven mesoregio's van de Braziliaanse deelstaat Bahia. Zij grenst aan de mesoregio's Centro-Sul Baiano in het zuiden, Vale São Francisco da Bahia in het westen en noorden, Nordeste Baiano in het oosten en Metropolitana de Salvador in het zuidoosten. De mesoregio heeft een oppervlakte van ca. 81.354 km². Midden 2004 werd het inwoneraantal geschat op 2.113.101.
Vijf microregio's behoren tot deze mesoregio:
- Feira de Santana
- Irecê
- Itaberaba
- Jacobina
- Senhor do Bonfim

Mesoregio's: Centro-Norte Baiano · Centro-Sul Baiano · Extremo Oeste Baiano · Metropolitana de Salvador · Nordeste Baiano · Sul Baiano · Vale São-Franciscano da Bahia

Microregio's: Alagoinhas · Barra · Barreiras · Bom Jesus da Lapa · Boquira · Brumado · Catu · Cotegipe · Entre Rios · Euclides da Cunha · Feira de Santana · Guanambi · Ilhéus-Itabuna · Irecê · Itaberaba · Itapetinga · Jacobina · Jequié · Jeremoabo · Juazeiro · Livramento do Brumado · Paulo Afonso · Porto Seguro · Ribeira do Pombal · Salvador · Santa Maria da Vitória · Santo Antônio de Jesus · Seabra · Senhor do Bonfim · Serrinha · Valença · Vitória da Conquista